# Anne-Sophie Vivier-Muresan
Anne-Sophie Vivier-Muresan, née le 10 novembre 1977, est une théologienne française, doyenne depuis 2023 du Theologicum à l'Institut catholique de Paris.  

## Biographie
Docteure en anthropologie sociale (thèse soutenue à l'EHESS en 2004) et en théologie (thèse soutenue à l'Institut catholique de Paris en 2019), elle enseigne à l'Institut catholique de Paris depuis 2009, où elle s'intéresse particulièrement à la théologie des religions.
Elle dirige l'Institut supérieur d'études œcuméniques de 2020 à 2023. Puis, en 2023, elle est élue doyenne du Theologicum, la faculté de théologie de l'Institut catholique de Paris, pour un mandat de trois ans, succédant ainsi à Jean-Louis Souletie. Elle devient la première femme à occuper cette fonction.

## Publications

### Ouvrages
- Afzâd : ethnologie d'un village d'Iran, Téhéran, Institut Français de Recherche en Iran, 2006, 446 p.[3]
- Le dialogue de l'amour trinitaire : perspectives ouvertes par Dumitru Stǎniloae, Paris, Cerf, 2020, 485 p.